# فرشته (کمیک)
وُرِن وُرثینگتِن معروف به انجل (به انگلیسی: Angel)، یک شخصیت ابر قهرمان خیالی در کتاب‌های مارول کامیکس است و برای اولین بار، در شمارهٔ یک مجلهٔ مردان ایکس در سپتامبر ۱۹۶۳ معرفی شد.
او یک میلیونر و جانشین پدرش به عنوان رئیس صنایع وُرثینگتِن است. در دههٔ هشتاد میلادی، این شخصیت مدتی در داستان‌های کمپانی مارول حضور نداشت تا این که تحت عنوان آرچ انجل به داستان‌ها برگشت. آرج انجل تفاوت‌های زیادی با انجل دارد، برای مثال انجل جوانی مغرور و عیاش بود ولی آرچ انجل صاحب شخصیتی درونگرا و پیچیده است.
آنجل شوهر شخصیت سایلاک است. سایلاک و آنجل یک شخصیت شرور در بدنشان وجود دارد.
این شخصیت تاکنون در فیلم های مردان ایکس: آخرین مقاومت و مردان ایکس: آپوکالیپس حضور داشته.